# آراوکی‌اس چئونان (پی‌سی‌سی-۷۷۲)
آراوکی‌اس چئونان (پی‌سی‌سی-۷۷۲) (به انگلیسی: ROKS Cheonan (PCC-772)) یک زیردریایی بود که طول آن ۸۸ متر (۲۸۹ فوت) بود. این زیردریایی در سال ۱۹۸۹ ساخته شد.